# قمری زمینی پلی‌نزی
قمری زمینی پلی‌نزی (نام علمی: Alopecoenas erythropterus) نام یک گونه از تیره کبوتر است.
این گونه کبوتر بوم‌زاد مجمع الجزایر توآموت در پلی‌نزی فرانسه می‌باشد. این گونه از میوه‌های نارگیل تغذیه می‌کند. ابن گونه به علت تخریب زیستگاه و ورود گونه‌های غیر بومی مانند گربه‌ها و موش‌های صحرایی در معرض انقراض قرار گرفته است. تخمین زده می‌شود که حدود ۱۰۰–۱۲۰ پرنده از این گونه باقی‌مانده باشد.